# Orta (Pendik)
Pour les articles homonymes, voir Orta.
Orta est un quartier du district de Pendik de la métropole d'Istanbul.